# Старая Ахтуба
Старая Ахтуба (Заплавная) — ерик в России, протекает в Ленинском районе Волгоградской области. Один из рукавов Ахтубы, протекает в междуречье Волги и Ахтубы.

## География
Длина ерика составляет 77 км. Старая Ахтуба ответвляется от основного течения Ахтубы на юг примерно в 5 км выше села Заплавное и менее чем в 1 км выше истока ерика Бугай. Ерик течёт в общем направлении на восток, однако русло делает множество извивов. Единственный населённый пункт на Старой Ахтубе — Лопушок. За ним ерик поворачивает на северо-восток и впадает справа в 410 км от устья Ахтубы в её старое русло, которое в этом месте проходит примерно в 2 км южнее основного русла, между городом Ленинск и селом Царев. 

## Данные водного реестра
По данным государственного водного реестра России относится к Нижневолжскому бассейновому округу, водохозяйственный участок реки — Волга от водомерного поста Светлый Яр до водомерного поста Верхнее Лебяжье. Речной бассейн реки — Волга от верхнего Куйбышевского водохранилища до впадения в Каспий.
Код объекта в государственном водном реестре — 11010002412112100011485.